# Holland-Dozier-Holland
Holland–Dozier–Holland è un trio di compositori e produttori composto da Lamont Dozier (Detroit, 16 giugno 1941 – Scottsdale, 8 agosto 2022), ed i fratelli Brian Holland (Detroit, 15 febbraio 1941) e Eddie Holland (Detroit, 30 ottobre 1939), che contribuì in modo esponenziale ad arricchire con i loro brani il catalogo della Motown Record Corporation (in seguito Motown Records), etichetta discografica di Detroit degli anni sessanta di Soul e Rhythm & Blues.
Nel 1988 il trio fu inserito nella Songwriters Hall of Fame e nel 1990 nella Rock and Roll Hall of Fame

## Storia degli Holland-Dozier-Holland
Il successo della Motown e dei suoi artisti fu così prorompente che da lì in poi nacque il "Motown Sound", inconfondibile per lo stile musicale ed il contenuto dei testi, che parlavano sovente di discriminazione razziale.
In seguito, il trio HDH, allettato dalle offerte d'oro di altri editori musicali e discografici, capì la sua potenzialità e lasciò quindi la Motown per lavorare in proprio come gruppo di compositori indipendenti fino al 1974.
Dal 1969 al 1972 però, a causa di uno screzio con la Motown, essi furono costretti a lavorare sotto pseudonimo, per la cronaca "Edythe Wayne", ma il loro successo fu comunque consolidato.
Nell'1988 entrarono nella Songwriters Hall of Fame e nel 1990 nella Rock and Roll Hall of Fame, in quanto pluri-insigniti di BMI Awards, (premio della BMI, una delle società Autori-Editori statunitensi) e di innumerevoli altri premi e citazioni.
Famose (solo alcune tra le numerose altre)  le canzoni How Sweet It Is (To Be Loved by You)"  oltre a "Baby Love", "Stop! In the Name of Love",  e "You Keep Me Hangin' On".

## Discografia

### Produzioni
| Anno | Titolo brano | Artista originale                                                             | Artista cover |
| ---- | --- | ----------------------------------------------------------------------------- | --- |
| 1962 | "Dearest One" | Lamont Dozier                                                                 | |
| 1962 | "Old Love (Let's Try It Again)" | Mary Wells                                                                    | Martha and the Vandellas, Four Tops |
| 1962 | "Darling, I Hum Our Song" | Eddie Holland                                                                 | Martha and the Vandellas, Four Tops |
| 1963 | "Leaving Here" | Eddie Holland                                                                 | Motörhead, Lars Frederiksen and the Bastards, Pearl Jam, The Birds, The Who, Brownsville Station, The Messengers, The Rationals, and The Volts |
| 1963 | "Locking Up My Heart" | The Marvelettes                                                               | |
| 1963 | "What Goes Up Must Come Down" / "Come on Home"                                                                                                 | Holland & Dozier                                                              | |
| 1963 | "Tie a String Around Your Finger" | The Marvelettes                                                               | |
| 1963 | "Come and Get These Memories" / "Jealous Lover"                                                                                                | Martha and the Vandellas                                                      | Hattie Littles, Anna King, The Supremes |
| 1963 | "You Lost the Sweetest Boy" | Mary Wells                                                                    | Dusty Springfield |
| 1963 | "(Love Is Like a) Heat Wave" / "A Love Like Yours (Don't Come Knocking Everyday)"                                                              | Martha and the Vandellas                                                      | The Who, Linda Ronstadt and The Jam / Dusty Springfield, Juice Newton, Ike & Tina Turner and The Animals, Phil Collins                         |
| 1963 | "(He Won't Be True) Little Girl Blue" | The Marvelettes                                                               | |
| 1963 | "Mickey's Monkey" | The Miracles                                                                  | Martha and the Vandellas, The Hollies, The Young Rascals, John Mellencamp                                                                      |
| 1963 | "Too Hurt to Cry, Too Much in Love to Say Goodbye" / "Come on Home"                                                                            | Gladys Horton (of The Marvelettes) & The Andantes (credited as The Darnells.) | The Supremes |
| 1963 | "When the Lovelight Starts Shining Through His Eyes" / "Standing at the Crossroads of Love"                                                    | The Supremes                                                                  | Dusty Springfield and The Zombies |
| 1963 | "I Gotta Dance to Keep From Crying" | The Miracles                                                                  | |
| 1963 | "Quicksand" / "Darling I Hum Our Song" | Martha and the Vandellas                                                      | |
| 1963 | "Live Wire" / "Old Love (Let's Try It Again)"                                                                                                  | Martha and the Vandellas                                                      | |
| 1963 | "Run, Run, Run" / "I'm Giving You Your Freedom"                                                                                                | The Supremes                                                                  | |
| 1963 | "Can I Get a Witness" | Marvin Gaye                                                                   | Dusty Springfield, The Rolling Stones, Sam Brown, The Steampacket, Lee Michaels, The Temptations, The Supremes, Z. Z. Hill                     |
| 1964 | "A Tear from a Woman's Eyes" (non-single release; competed with "The Way You Do The Things You Do" for a spot on The Temptations' 7th single.) | The Temptations                                                               | |
| 1964 | "My Lady Bug Stay Away from That Beatle" (never released)                                                                                      | R. Dean Taylor                                                                | |
| 1964 | "Like a Nightmare" / "If You Were Mine" | The Andantes                                                                  | |
| 1964 | "In My Lonely Room" | Martha and the Vandellas                                                      | The Supremes, The Action |
| 1964 | "Just Ain't Enough Love" | Eddie Holland                                                                 | |
| 1964 | "Where Did Our Love Go" | The Supremes                                                                  | Adam Ant, Soft Cell, Pussycat Dolls, Three Ounces of Love, The J. Geils Band, Donnie Elbert, The Manhattan Transfer                            |
| 1964 | "Baby Don't You Do It" | Marvin Gaye                                                                   | Small Faces, The Who, The Black Crowes, The Band                                                                                               |
| 1964 | "Guarantee for a Lifetime" (never released) | Mary Wells                                                                    | |
| 1964 | "Baby I Need Your Loving" / "Call on Me" | Four Tops                                                                     | Johnny Rivers. Eric Carmen, and Joe Stubbs / Shorty Long                                                                                       |
| 1964 | "Candy to Me" / "If You Don't Want My Love" | Eddie Holland                                                                 | / Martha and the Vandellas, Four Tops |
| 1964 | "Whisper You Love Me Boy" (never released) | Mary Wells                                                                    | The Supremes, Chris Clark |
| 1964 | "Baby Love" / "Ask Any Girl" | The Supremes                                                                  | Royal Philharmonic Orchestra |
| 1964 | "Come See About Me" / "(You're Gone But) Always in My Heart"                                                                                   | The Supremes                                                                  | The Afghan Whigs, Barbara Mason, Jr. Walker & the All Stars, Choker Campbell and Pat Lewis, Mark Farner & Don Brewer                           |
| 1964 | "Without the One You Love (Life's Not Worth While)" / "Love has Gone"                                                                          | Four Tops                                                                     | |
| 1964 | "You're a Wonderful One" | Marvin Gaye                                                                   | Don Bryant |
| 1964 | "How Sweet It Is (To Be Loved by You)" | Marvin Gaye                                                                   | Jr. Walker & the All-Stars, The Elgins, James Taylor, Grateful Dead, and Liz Lands                                                             |
| 1965 | "Where Did You Go" | Four Tops                                                                     | |
| 1965 | "Stop! In the Name of Love" / "I'm in Love Again"                                                                                              | The Supremes                                                                  | The Hollies, Talas, Kim Weston, Jonell Mosser                                                                                                  |
| 1965 | "You've Been a Long Time Coming" | Marvin Gaye                                                                   | |
| 1965 | "Who Could Ever Doubt My Love" (non-single release; album-track only)                                                                          | Brenda Holloway                                                               | The Supremes, The Isley Brothers |
| 1965 | "Nowhere to Run" | Martha and the Vandellas                                                      | Hattie Littles, The Messengers, Tower of Power                                                                                                 |
| 1965 | "Back in My Arms Again" / "Whisper You Love Me Boy"                                                                                            | The Supremes                                                                  | |
| 1965 | "I Can't Help Myself (Sugar Pie, Honey Bunch)"                                                                                                 | Four Tops                                                                     | Gloria Lynne, Bonnie Pointer, Robert Parker, Johnny Rivers, and Axe                                                                            |
| 1965 | "The Only Time I'm Happy" (limited promo-only single release)                                                                                  | The Supremes                                                                  | |
| 1965 | "Mother Dear" (cancelled single release) / "He Holds His Own"                                                                                  | The Supremes                                                                  | |
| 1965 | "Nothing but Heartaches" / "He Holds His Own"                                                                                                  | The Supremes                                                                  | |
| 1965 | "Love (Makes Me Do Foolish Things)" | Martha and the Vandellas                                                      | |
| 1965 | "It's the Same Old Song" / "Your Love Is Amazing"                                                                                              | Four Tops                                                                     | KC and the Sunshine Band and Joe Stubbs |
| 1965 | "Mother Dear" (cancelled single release) / "Who Could Ever Doubt My Love"                                                                      | The Supremes                                                                  | |
| 1965 | "I Hear a Symphony" / "Who Could Ever Doubt My Love"                                                                                           | The Supremes                                                                  | Stevie Wonder, The Isley Brothers and The Temptations, Royal Philharmonic Orchestra                                                            |
| 1965 | "Something About You" | Four Tops                                                                     | Sisters Love |
| 1965 | "Take Me In Your Arms (Rock Me a Little While)"                                                                                                | Eddie Holland                                                                 | The Isley Brothers, Kim Weston, Mother Earth, Jermaine Jackson, The Doobie Brothers, and Blood, Sweat & Tears                                  |
| 1965 | "Darling Baby" | The Elgins                                                                    | |
| 1965 | "There's a Ghost in My House" | R. Dean Taylor                                                                | The Fall |
| 1966 | "(I'm a) Roadrunner" | Jr. Walker & the All-Stars                                                    | Fleetwood Mac, Steppenwolf, Peter Frampton, James Taylor, and Jerry Garcia                                                                     |
| 1966 | "This Old Heart of Mine (Is Weak for You)" | The Isley Brothers                                                            | The Supremes, Ronald Isley, Rod Stewart, Tammi Terrell and The Contours                                                                        |
| 1966 | "Ask Any Man" | Tony Martin                                                                   | |
| 1966 | "My World Is Empty Without You" | The Supremes                                                                  | Mary Wilson, The Afghan Whigs |
| 1966 | "Put Yourself in My Place" | The Elgins                                                                    | |
| 1966 | "There's No Love Left" | The Isley Brothers                                                            | |
| 1966 | "Shake Me, Wake Me (When It's Over)" / "Just as Long as You Need Me"                                                                           | Four Tops                                                                     | The Hollies, Barbra Streisand |
| 1966 | "Helpless" / "A Love Like Yours (Don't Come Knocking Everyday)"                                                                                | Kim Weston                                                                    | |
| 1966 | "Call on Me" | Shorty Long                                                                   | |
| 1966 | "Love Is Like an Itching in My Heart" / "He's All I Got"                                                                                       | The Supremes                                                                  | |
| 1966 | "Who Could Ever Doubt My Love" | The Isley Brothers                                                            | |
| 1966 | "I Like Everything About You" | Four Tops                                                                     | |
| 1966 | "I Guess I'll Always Love You" | The Isley Brothers                                                            | The Supremes |
| 1966 | "Nothing but Soul" | Jr. Walker & the All-Stars                                                    | |
| 1966 | "Love's Gone Bad" / "Put Yourself in My Place"                                                                                                 | Chris Clark                                                                   | |
| 1966 | "You Can't Hurry Love" / "Put Yourself in My Place"                                                                                            | The Supremes                                                                  | Phil Collins, Stray Cats, Dixie Chicks |
| 1966 | "Little Darling (I Need You)" | Marvin Gaye                                                                   | |
| 1966 | "Reach Out I'll Be There" / "Until You Love Someone"                                                                                           | Four Tops                                                                     | Diana Ross, Michael Bolton, Gloria Gaynor, Bobby Taylor & the Vancouvers and Snuff                                                             |
| 1966 | "Stay in My Lonely Arms" | The Elgins                                                                    | Diana Ross & the Supremes, Four Tops |
| 1966 | "You Keep Me Hangin' On" / "I Wanna Mother You, Smother You with Love" (cancelled single release)                                              | The Supremes                                                                  | |
| 1966 | "You Keep Me Hangin' On" / "Remove This Doubt"                                                                                                 | The Supremes                                                                  | Vanilla Fudge, Rod Stewart, Kim Wilde, Rose Banks, Wilson Pickett, Reba McEntire, Mary Wilson                                                  |
| 1966 | "Standing in the Shadows of Love" / "Since You've Been Gone"                                                                                   | Four Tops                                                                     | The Jackson 5, Joe Stubbs, Rod Stewart, Barry White and Snuff                                                                                  |
| 1966 | "I'm Ready for Love" | Martha and the Vandellas                                                      | The Temptations |
| 1966 | "(Come 'Round Here) I'm the One You Need" | The Miracles                                                                  | The Jackson 5, The Cowsills, The GP's |
| 1966 | Heaven Must Have Sent You | The Elgins                                                                    | Diana Ross & the Supremes, Bonnie Pointer |
| 1967 | "Just One Last Look" (non-single release; album-track only)                                                                                    | Four Tops                                                                     | The Temptations |
| 1967 | "Love Is Here and Now You're Gone" / "There's No Stopping Us Now"                                                                              | The Supremes                                                                  | Michael Jackson |
| 1967 | "Your Love Is Amazing" | Shorty Long                                                                   | |
| 1967 | "Jimmy Mack" / "Third Finger, Left Hand" | Martha and the Vandellas                                                      | James Brown, Laura Nyro, Bettye LaVette, Sheena Easton, Lani Hall                                                                              |
| 1967 | "Bernadette" / "I Got a Feeling" | Four Tops                                                                     | |
| 1967 | "My World Is Empty Without You" | Barbara McNair                                                                | |
| 1967 | "The Happening" / "All I Know About You" | The Supremes                                                                  | Herb Alpert & the Tijuana Brass |
| 1967 | "Just Ain't Enough Love" | The Isley Brothers                                                            | |
| 1967 | "7-Rooms of Gloom" / "I'll Turn to Stone" | Four Tops                                                                     | Blondie |
| 1967 | "I Understand My Man" | The Elgins                                                                    | |
| 1967 | "Your Unchanging Love" / "I'll Take Care of You"                                                                                               | Marvin Gaye                                                                   | |
| 1967 | "Reflections" / "Going Down for the Third Time"                                                                                                | Diana Ross & the Supremes                                                     | Syreeta, Four Tops, The Temptations, Michael McDonald, Sweet, Luther Vandross                                                                  |
| 1967 | "One Way Out" | Martha and the Vandellas                                                      | |
| 1967 | "You Keep Me Running Away" / "If You Don't Want My Love"                                                                                       | Four Tops                                                                     | |
| 1967 | "I Got a Feeling" | Barbara Randolph                                                              | |
| 1967 | "In and Out of Love" / "I Guess I'll Always Love You"                                                                                          | Diana Ross & the Supremes                                                     | |
| 1968 | "Whisper You Love Me Boy" | Chris Clark                                                                   | |
| 1968 | "Forever Came Today" | Diana Ross & the Supremes                                                     | The Jackson 5, Commodores |
| 1968 | "I'm in a Different World" | Four Tops                                                                     | |
| 1969 | "We've Got a Way Out Love" | The Originals                                                                 | |
| 1969 | "Crumbs off the Table" (HDH as "Edythe Wayne")                                                                                                 | The Glass House                                                               | Laura Lee |
| 1969 | "While You're Out Looking For Sugar" (HDH as "Edythe Wayne")                                                                                   | Honey Cone                                                                    | |
| 1969 | "Girls It Ain't Easy (HDH as "Edythe Wayne")                                                                                                   | Honey Cone                                                                    | |
| 1970 | "Give Me Just a Little More Time" (HDH as "Edythe Wayne")                                                                                      | Chairmen of the Board                                                         | Kylie Minogue |
| 1970 | "(You've Got Me) Dangling on a String" (HDH as "Edythe Wayne")                                                                                 | Chairmen of the Board                                                         | |
| 1970 | "Band of Gold" (HDH as "Edythe Wayne") | Freda Payne                                                                   | Sylvester, Charly McClain, Belinda Carlisle, Bonnie Tyler and Kimberley Locke                                                                  |
| 1970 | "Westbound #9" (HDH as "Edythe Wayne") | The Flaming Ember                                                             | |
| 1972 | "The Day I Found Myself" (HDH as "Edythe Wayne")                                                                                               | Honey Cone                                                                    | |
| 1972 | "Don't Leave Me Starvin' For Your Love" | Holland–Dozier–Holland                                                        | Laura Lee |
| 1972 | "Why Can't We Be Lovers" | Holland–Dozier–Holland                                                        | |
| 1973 | "You're Gonna Need Me" | Dionne Warwick                                                                | |

### I fratelli Holland senza Dozier
| Anno | Titolo della canzone                      | Artista         |
| ---- | ----------------------------------------- | --------------- |
| 1975 | "We're Almost There"                      | Michael Jackson |
| 1975 | "Just a Little Bit of You"                | Michael Jackson |
| 1975 | "Early Morning Love"                      | The Supremes    |
| 1975 | "Where Do I Go from Here"                 | The Supremes    |
| 1976 | "I'm Gonna Let My Heart Do the Walking"   | The Supremes    |
| 1976 | "High Energy"                             | The Supremes    |
| 1976 | "Let Yourself Go"                         | The Supremes    |
| 1982 | "We Can Never Light That Old Flame Again" | Diana Ross      |

### BillboardTop Ten hit songs (US pop chart)
| Anno | Titolo della canzone                          | US | Artista                       |
| ---- | --------------------------------------------- | -- | ----------------------------- |
| 1963 | "(Love Is Like a) Heat Wave"                  | 4  | Martha and the Vandellas      |
| 1963 | "Mickey's Monkey"                             | 8  | The Miracles                  |
| 1963 | "Quicksand"                                   | 8  | Martha and the Vandellas      |
| 1964 | "Where Did Our Love Go"                       | 1  | The Supremes                  |
| 1964 | "Baby Love"                                   | 1  | The Supremes                  |
| 1964 | "Come See About Me"                           | 1  | The Supremes                  |
| 1964 | "How Sweet It Is (To Be Loved by You)"        | 6  | Marvin Gaye                   |
| 1965 | "Stop! In the Name of Love"                   | 1  | The Supremes                  |
| 1965 | "Nowhere to Run"                              | 8  | Martha and the Vandellas      |
| 1965 | "Back in My Arms Again"                       | 1  | The Supremes                  |
| 1965 | "I Can't Help Myself (Sugar Pie Honey Bunch)" | 1  | Four Tops                     |
| 1965 | "It's the Same Old Song"                      | 5  | Four Tops                     |
| 1965 | "I Hear a Symphony"                           | 1  | The Supremes                  |
| 1966 | "My World Is Empty Without You"               | 5  | The Supremes                  |
| 1966 | "Love Is Like an Itching in My Heart"         | 9  | The Supremes                  |
| 1966 | "You Can't Hurry Love"                        | 1  | The Supremes                  |
| 1966 | "Reach Out I'll Be There"                     | 1  | Four Tops                     |
| 1966 | "You Keep Me Hangin' On"                      | 1  | The Supremes                  |
| 1966 | "Standing in the Shadows of Love"             | 6  | Four Tops                     |
| 1966 | "I'm Ready for Love"                          | 9  | Martha and the Vandellas      |
| 1967 | "Love Is Here and Now You're Gone"            | 1  | The Supremes                  |
| 1967 | "Baby I Need Your Loving"                     | 3  | Johnny Rivers                 |
| 1967 | "Jimmy Mack"                                  | 10 | Martha and the Vandellas      |
| 1967 | "Bernadette"                                  | 4  | Four Tops                     |
| 1967 | "The Happening"                               | 1  | The Supremes                  |
| 1967 | "Reflections"                                 | 2  | The Supremes                  |
| 1967 | "In and Out of Love"                          | 9  | The Supremes                  |
| 1968 | "You Keep Me Hangin' On"                      | 6  | Vanilla Fudge                 |
| 1970 | "Give Me Just a Little More Time"             | 3  | Chairmen of the Board         |
| 1970 | "Band of Gold"                                | 3  | Freda Payne                   |
| 1975 | "How Sweet It Is (To Be Loved by You)"        | 5  | James Taylor                  |
| 1975 | "(Love Is Like a) Heat Wave"                  | 5  | Linda Ronstadt                |
| 1982 | "You Can't Hurry Love"                        | 10 | Phil Collins                  |
| 1987 | "You Keep Me Hangin' On"                      | 1  | Kim Wilde                     |
| 1990 | "This Old Heart of Mine"                      | 10 | Rod Stewart with Ronald Isley |